# Массар, Ламбер Жозеф
Ламбер Жозеф Массар (фр. Lambert Joseph Massart; 19 июля 1811, Льеж — 13 февраля 1892, Париж) — французский скрипач и музыкальный педагог бельгийского происхождения.

## Биография
Массар происходил из плодовитой музыкальной семьи, давшей в трёх поколениях более 30 заметных на региональном уровне исполнителей. Он получил первые уроки музыки у своего отца, затем у своего дяди Жана Жозефа Массара (1790—1818) и других местных педагогов. В 1821 г. выступил с первым концертом в Льеже, за которым последовали выступления в Генте, Брюсселе, Ахене и Париже. В 1827 г. Массар получил стипендию нидерландского короля для обучения в Парижской консерватории, однако ему было отказано в приёме. Профессор консерватории Родольф Крейцер, недовольный этим решением, стал заниматься с Массаром на дому. Позднее, в 1829 г., Массар всё же был допущен в консерваторию в классы контрапункта и фуги профессора Фети.
Концертная карьера Массара не была особенно интенсивной и фактически завершилась в 1843 году исполнением «Крейцеровой сонаты» Бетховена вместе с Ференцем Листом: по свидетельствам Гектора Берлиоза (в его книге о Бетховене) и Чарльза Халле (в его мемуарах), публика, желавшая слушать пользовавшегося бешеной популярностью Листа, прервала первую попытку исполнения сонаты требованиями, чтобы Лист сперва сыграл соло, а при второй попытке Лист задал сверхбыстрый темп, практически невозможный для полноценной ансамблевой игры, — впрочем, Лист и Массар остались друзьями: известно, в частности, сердечное письмо Листа Массару по случаю женитьбы последнего на пианистке Аглае Массон (1827—1887). 
После этого Массар практически полностью посвятил себя преподавательской деятельности и с 1843 г. на протяжении 47 лет преподавал в Парижской консерватории. Одним из первых его учеников был Генрик Венявский (выпуск 1846 года), в дальнейшем класс Массара окончили Изидор Лотто, Мартен Марсик, Гийом Реми, Франтишек Ондржичек, Фриц Крейслер, Альбер Желозо, Эдуард Кауделла, Терезина Туа (с первой премией) и многие другие.
У Массара не было детей. Его братья — валторнист Юбер Массар (1793—1858), контрабасист Виктор Массар (1799—1883) и пианист Жозеф Массар (1818—1897) — и племянники — виолончелист Леон Массар (1838—1907) и скрипач Родольф Массар (1840—1914) — были профессорами Льежской консерватории.